# Timex Computer 2048
Timex Computer 2048 (TC2048) – wariant komputera ZX Spectrum wydana w 1984 roku przez Timex Portugal. Do Polski trafiła w 1986 roku przez Centralne Składnice Harcerskie. 
Większość programów przeznaczonych dla ZX Spectrum mogła być uruchamiana bez problemów. Ze względu na zmiany w ROM i zmodyfikowany układ ULA nie był w 100% kompatybilny z ZX Spectrum.
Po podłączeniu zewnętrznej stacji dysków mógł pracować pod kontrolą systemu operacyjnego TOS (Timex Operating System).

## Specyfikacja techniczna
Komputer zbudowany był w oparciu o projekt ZX Spectrum. Jego parametry techniczne nieco przewyższały oryginał, ale powodowały problemy z kompatybilnością. Możliwe było podłączenie urządzeń peryferyjnych przeznaczonych dla ZX Spectrum, jak i tych produkowanych przez Timex.

### Grafika
Zmodyfikowano układ ULA odpowiedzialny za wyświetlanie grafiki. Dodano 2 nowe tryby graficzne w stosunku do ZX Spectrum.
- 256×192 atrybuty koloru dla pola 8×8; tryb identyczny jak w ZX Spectrum
- 256×192 indywidualne atrybuty koloru dla pola 1×8
- 512×192 monochromatyczny

### Dźwięk
Możliwości takie same jak w ZX Spectrum. 1 kanałowy generator. Dźwięk wydobywał się z wbudowanego głośniczka.

### Klawiatura
W układzie QWERTY z plastikowym klawiszami, podobna do tych używanych w kalkulatorach. Była lepszej jakości niż gumowa klawiatura Spectrum, ale nie umożliwiała komfortowego pisania.

### Złącza
- szyna rozszerzeń; zgodna z szyną ZX Spectrum
- 2 gniazda mini jack do podłączenia magnetofonu
- gniazdo dżojstika w standardzie Kempston
- gniazdo composite monitora
- gniazdo do podłączenia telewizora przez kabel antenowy

W przeciwieństwie do ZX Spectrum posiadał wbudowany wyłącznik zasilania.

## Dystrybucja w Polsce
W roku 1986 Centralna Składnica Harcerska rozpoczęła sprzedaż komputera (5000 sztuk). Cena komputera była nieco wyższa niż wolnorynkowa cena ZX Spectrum na giełdach komputerowych.
Do komputera oferowano również urządzenia peryferyjne:
| Opis                           | Ilość  |
| ------------------------------ | ------ |
| Stacja dysków TIMEX 3″         | 1 500  |
| Drukarka TIMEX 50              | 700    |
| Drukarka TIMEX 1000            | 500    |
| Magnetofon kasetowy TIMEX 2020 | 2000   |
| Joystick Quickshot             | 3 500  |
| Dyskietka 3″                   | 15 000 |